# Michel Mouffe
Michel Mouffe est un artiste belge né à Bruxelles en 1957. 

## Biographie
Michel Mouffe est né le 14 mai 1957 à Bruxelles.
Il effectue sa scolarité au collège Saint-Michel à Bruxelles. Passionné très tôt par la peinture, il commence à peindre à l'âge de 14 ans lorsqu'il se rend tous les soirs après l'école à l'académie d'Etterbeek pour y suivre des cours.
Sa première exposition solo a lieu en 1983 à la suite d'une résidence d'un an dans la maison Guiette, maison imaginée en 1926 par Le Corbusier à Anvers. En 1996, Mouffe donne une conférence à Séoul sur l'esthétique picturale. Cette conférence est publiée en 2002 aux éditions Tandem sous le titre "Petit dialogue avec l'ange".
En 2018, Mouffe expose aux musées royaux des Beaux-Arts de Belgique. Cette exposition intitulée Thinking the Veil a lieu du 23 mars au 9 septembre 2018. 
En 2019, Mouffe dédie une exposition aux victimes du franquisme à Formentera. Dans cette série nommée A las cinco de la tarde en référence au poème éponyme de Garcia Lorca, l'artiste cache des portraits des victimes. Il commente cette irruption du figuratif dans son travail habituellement abstrait ainsi :  
Introduire la figuration — ici des portraits — devait partir du particulier — le peintre, son lieu, …etc. — mais nécessairement toucher à l’universel, c’est-à-dire chacun d’entre nous. 

Voilà pourquoi j’ai choisi de représenter les fusillés par le franquisme à Formentera. Leur exécution à portée universelle en des temps troublés pour la démocratie, en des temps où les quatre coins du monde sont rongés par la violence et l’injustice et –pour dire bref- où l’humain est loin d’être humain. L’on comprend donc que, comme la peinture s’élabore en palimpseste, le sens profond de son discours caché dans l’ « être là peint » est la mémoire, le temps, le mal, nous.
La même année, le musée L commande à l'artiste une œuvre monumentale pour occuper la façade Est du musée. À propos de cette installation, l'artiste explique qu'il s'agit d'une peinture dont la rouille et le temps détermineront les lignes, agissant ainsi comme une "horloge mentale" illustrant l'idée d'anthropocène.

## Œuvres

### Technique
Les peintures de Michel Mouffe sont parfois qualifiées de "faux monochromes" : les toiles qui apparaissent a priori d'une seule couleur sont en fait constituées de multiples couches très fines de couleurs différentes, donnant ainsi une impression de profondeur à la peinture. Depuis le début de sa carrière, Mouffe réalise ses œuvres selon les proportions du nombre d'or.

### Michel Mouffe et Érasme
Michel Mouffe est l'auteur du projet artistique de la station Érasme, terminus de la ligne 5 du métro bruxellois. 

## Collections publiques
Plusieurs musées comptent parmi leurs collections des œuvres de Michel Mouffe, notamment : les musées royaux des Beaux-Arts de Belgique , le musée L à Louvain-la-Neuve , le Centre d'Art Contemporain du Luxembourg belge ainsi que le musée d'Ixelles.